# Pauline Blumsky
Pauline Aliitasi Blumsky, née Pauline Aliitasi Rex le 1er juillet 1974, à Niué et parfois appelée Pauline Rex-Blumsky, est une athlète amateur niuéenne, championne de boulingrin aux Jeux du Pacifique. Elle est l'athlète la plus titrée de Niué, avec une médaille d'or et deux d'argent à deux éditions de ces Jeux.

## Biographie
Elle est la petite-fille de Sir Robert Rex, le premier Premier ministre de Niué de 1974 à 1992, et la fille de Robert Rex Jr., un temps ministre des Communications dans les années 1980 puis ministre de la Santé, de la Justice et de l'Intérieur dans le gouvernement de Sani Lakatani de 1999 à 2002,,. Son grand-père maternal est le docteur Dick Hipa, un temps homme politique également, ce qui fait d'elle la nièce des députés Richard Hipa et Ian Hipa,. 
Formée dans le domaine du tourisme et de l'hôtellerie à l'Institut de Technologie Unitec (en) à Auckland, elle est employée pendant dix ans comme hôtesse de l'air établie à Dubaï, puis revient à Niué et travaille au restaurant de ses parents. C'est là qu'elle rencontre Mark Blumsky, haut commissaire (ambassadeur) de Nouvelle-Zélande à Niué, qu'elle épouse en janvier 2012,. Le couple fonde et gère un café, le Vaiolama Cafe & Bar à Alofi,.
Membre du Niue Lawn Bowls Club, le seul club de boulingrin de ce petit pays, Pauline Blumsky participe à la délégation niuéenne aux Jeux du Pacifique de 2015 à Port Moresby, en Papouasie-Nouvelle-Guinée. Ses coéquipières et elle y remportent la médaille d'argent à l'épreuve féminine de boulingrin à trois, battues 11-20 par les Fidjiennes en finale. C'est le meilleur résultat de la délégation de Niué à ces Jeux, et cette réussite vaut à Pauline Blumsky d'être choisie comme porte-drapeau de la délégation de son pays aux Jeux du Commonwealth de 2018 en Australie. Elle perd ses cinq matches en individuelle (9-21 face à la Fidjienne Litis Tikoisuva, 11-21 face à la Néo-Zélandaise et future championne Jo Edwards, 5-21 face à la Malaisienne Emma Saroji, 9-21 face à l'Anglaise Katherine Rednall et 9-21 face à l'Indienne Pinki),, ainsi que ses cinq matches en équipe à deux - face aux Maltaises, aux Australiennes, aux Papou-Néo-Guinéennes, aux Anglaises et aux Zambiennes.
Également porte-drapeau de la délégation niuéenne aux Jeux du Pacifique de 2019 à Apia, aux Samoa, elle remporte la médaille d'or à l'épreuve féminine de boulingrin à trois : Ayant éliminé les Fidjiennes en demi-finale, ses coéquipières Christine Ioane (sa cousine), Joy Peyroux et elle battent l'équipe du pays hôte 22-5 en finale. C'est la seule médaille d'or obtenue par les Niuéens aux Jeux de 2019, et la première médaille d'or jamais obtenue par Niue -toutes disciplines sportives confondues- aux Jeux du Pacifique, nés en 1963. Avec ses coéquipières Lia Liumaihetau, Pilena Motufoou et Joy Peyroux, elle remporte par ailleurs la médaille d'argent à l'épreuve féminine à quatre, tandis que son époux Mark et ses coéquipiers obtiennent une médaille de bronze à l'épreuve masculine à trois. Les sportifs sont célébrés à leur retour à Niué,  avec des festivités en présence du Premier ministre par intérim, Billy Talagi,. Elle a également participé, en duo avec Joy Peyroux, aux Championnats d'Asie-Pacifique de Boulingrin (en) de 2019, perdant tous leurs matchs à l'exception d'une victoire 17-10 face à Macao au dernier jour de la compétition. En individuelle à cette compétition, Pauline Blumsky perd tous ses matchs également.